# 波兰笑话
波兰笑话（Polish joke）是在英语环境中用来嘲笑波蘭人的種族笑話，其根基就是对波兰人的负面刻板印象。“波兰笑话”属于条件性笑话的一类（听众首先得知道波兰笑话是什么，之后才能明白该笑话的可笑之处）。与所有的歧视性笑话类似，所谓的波兰笑话的存在的根基就是听众对波兰人的偏见以及在情感上的厌恶。要追溯对波兰人的这种内在的负面刻板印象与关于他们的层出不穷的种族笑话之间的关系并不简单，尽管很多人都能明白这类笑话。通常，波兰笑话中对波兰人的称呼也是带有歧视性的，比如英语中的“Polack joke”中的“Polack”就是对波兰人的蔑称。
例子：
问：换一个灯泡需要几个波兰人？
答：三个。一个握着灯泡，另外两个转梯子。

## 历史
一些在20世纪初出现的波兰笑话源于第二次世界大战之前的波兰边境争议地区，比如西里西亞。这也就意味着波兰笑话并非起源于纳粹德国，这些笑话更接近于由于社会阶级的历史差异而产生的地缘性笑话。尽管如此，后来，德国军阀以及纳粹主义宣传还是利用并丰富了这些带有诋毁性质的种族笑话。纳粹宣传机器试图用这种笑话将波兰人描绘成一个肮脏且低等的民族（原因就是他们不是德国人），用这种方式来为纳粹对波兰民族的罪行辩护  。
在普鲁士国王腓特烈二世和沙皇尼古拉一世对波兰人进行迫害的时期，大量波兰人背井离乡移民美国，而这些波兰移民在美国又成为了被嘲笑的目标 。这些波兰移民在美国一般只能进行体力劳动。甚至到了20世纪中期，尽管波兰裔美国人已经进入了美国的中产阶级，但这些和他们的工作相关的刻板印象还依然存在。冷战时期，尽管美国人对波兰处在共产主义的控制下抱有同情，但对波兰裔美国人的负面刻板印象依然持续存在，其中的主要原因就是好莱坞和电视媒体的介入  。
1940年代，第二次世界大战蹂躏着欧洲，一些德国人也因此离开故乡来到美国，他们带来的还有波兰笑话。1980年代，在由苏联控制的東方集團内部发生政治变革的时期，在東德也出现了针对波兰團結工聯的反波兰情绪，这种反波兰情绪其实在德国由来已久，从奥托·冯·俾斯麦的政策到德意志帝国对波兰人的迫害，而1980年代的这次潮流只不过是一次德国反波兰情绪的复苏。在这个时期，波兰笑话开始变得普遍，也让人们想起纳粹统治下波兰笑话如日中天的年代。
据Christie Davies称，美国版本的波兰笑话是“纯粹的美国现象”，与“来自旧世界的历史仇恨”没有关系。但《波兰裔美国人期刊》的研究人员也对这种说法提出过质疑，他们认为正是纳粹和苏联的政治宣传塑造了整个世界对波兰人的看法。

## 负面刻板印象

### 美国
关于1960年代早期在美国出现的波兰笑话潮流，人们一直存在争论，有人认为这一潮流出现的直接原因就是德国移民把波兰笑话带到了美国（如威斯康辛州这样的地区）。从1960年代末开始，波兰裔美国人组织一直在致力于消除那些在美国媒体上颇为流行的对波兰人的负面刻板印象。在1960年代及1970年代，像一家子、今夜秀以及Laugh-In这样的电视节目在美国的波兰后裔的眼中通常是带有侮辱性的。流行于1970年代的波兰笑话最终导致波兰外交部向美国国务院提出了抗议，但这一举动最终也没能带来什么变化。在2010年的纪录片《Polack》（James Kenney导演）中，导演探寻了波兰笑话在美国的源头，从历史角度一直追踪到当代政治 。由David Ives指导的演出《Polish Joke》中出现的对波兰裔美国人的描写则在美国引发了波兰裔群体的多次抗议。
一本名为《好莱坞与波兰的战争》（Hollywood‘s War with Poland）展现了好莱坞在二战时期（以及二战后）对波兰人民的负面描写，在好莱坞的视角下，波兰人被描述成“落后的”，这也就让美国人民也认为波兰人智力低下。这本书也支持了波兰裔美国人期刊的观点，认为在历史上好莱坞就是反波兰民族偏见的沃土，原因就是波兰的左翼立场以及亲苏维埃情绪。
1980年代早期，波兰后裔们创建了波兰裔美国人代表大会反偏见委员会，目的就是与反波兰情绪作斗争，其中也包括“波兰笑话”。

### 德国
1990年代，德国国内的流行文化中出现了一股强烈的波兰笑话风潮。在德国的电视节目中，一些喜剧演员和脱口秀主持人开始针对波兰经济开玩笑，与波兰人相关的德国汽车失窃率的上涨也是这类笑话的主题：
问：波兰旅游业的最新广告语是什么？
答：“来波兰吧！你的车已经在这儿啦！”
德国小报《图片报》也曾将针对波兰的刻板印象用语当成过标题。这在德国和波兰的知识分子中引发了众怒，但在1990年代的后五年中，对波兰国内的偷窃犯罪行为的恐惧甚至导致了前往波兰的德国游客的数量的下降  （其實在波兰的外国游客中，来自德国的游客比例最大，每年超过130 万人次）。直到2003年，在德国国内，民众对波兰的印象还是在很大程度上源于对波兰的刻板印象性质的笑话。